# Westerhornermolenpolder onder Grootegast
De Westerhornermolenpolder onder Grootegast is een voormalig waterschap (molenpolder) in de provincie Groningen.
Het waterschap lag aan de oostkant van het Besheersdiep en grensde aan de noordzijde aan de Oude Leij en westzijde eveneens aan de Oude Leij en aan de Westerhornermolenpolder onder Grijpskerk. De kade langs de toenmalige Hoendiep (het huidige Van Starkenborghkanaal) vormde de zuidgrens. Hier bevond zich ook de molen van het waterschap. 
Waterstaatkundig gezien ligt het gebied sinds 2000 binnen dat van het waterschap wetterskip Fryslân.

## Naam
De naam lijkt erg veel op die van de Westerhornermolenpolder onder Grijpskerk. In de wandeling sprak men daarom over de
- de Westerhornermolenpolder als men de polder zonder molen bedoelde (Westerhornermolenpolder onder Grootegast)
- de Westerhornerpolder als men de polder mét bedoelde (= Westerhornermolenpolder onder Grijpskerk)

De naam met daarin het woord "onder" wekt soms verwarring. Met onder wordt "nabij" bedoeld en dus niet "ten zuiden van".